# Miass (Fluss)
Der Miass (russisch Миа́сс; von baschkirisch Мейәс, Mejəs) ist ein 658 km langer rechter Nebenfluss der Isset im Ural und Westsibirien.

## Verlauf
Der Miass entspringt in etwa 600 m Höhe an der Ostflanke des Südlichen Ural, am bis zu 752 m hohen Nurali-Kamm im Uraltau genannten Teil des Gebirges, knapp 50 km südwestlich der nach ihm benannten Großstadt Miass. Die Quelle liegt im äußersten Osten der Republik Baschkortostan. Der Miass durchfließt im Oberlauf mehrere kleine Seen und erreicht nach wenigen Kilometern die Oblast Tscheljabinsk. Dort fließt er zunächst in nordnordöstlicher Richtung durch die Stadt Miass in einem Tal, das den Ilmengebirge genannten vorgelagerten Bergkamm vom Wasserscheidekamm des Ural trennt. Wenige Kilometer östlich des Bergbauzentrums Karabasch ist der Fluss beim Austritt in die östlich an den Ural anschließende Ebene zum Argasi-Stausee (Argasinskoje-Stausee) angestaut. Der See mit einer Fläche von 113 km² entstand zwischen 1939 und 1946 an Stelle eines kleineren, natürlichen Sees und ist heute die größte Wasserfläche der Oblast Tscheljabinsk.
Dort wendet er sich nach Südosten, erreicht die Millionenstadt Tscheljabinsk, an deren westlichem Rand er zum Scherschni-Stausee (Scherschnjowskoje-Stausee) (Fläche 39 km², errichtet 1961–1969) angestaut ist. Nach mehreren weiten Bögen nimmt der Miass eine Fließrichtung direkt nach Osten ein, wobei er auf dem gesamten Abschnitt durch den südwestlichen Teil des Westsibirischen Tieflands stark mäandriert, erreicht das Territorium der Oblast Kurgan, wendet sich allmählich nach Nordosten und mündet schließlich beim Dorf Ust-Miasskoje, etwa 50 Kilometer östlich der Stadt Schadrinsk in den Tobol-Nebenfluss Isset. In Mündungsnähe ist er gut 20 Meter breit und drei Meter tief; seine Fließgeschwindigkeit beträgt dort 0,2 m/s.
Der Miass hat keine größeren Zuflüsse. Die bedeutendsten sind Atljan, Kuschtumga, Bolschoi Kialim (Großer Kialim) und Sjuselga von links sowie Bischkul, Tschumljak und Kamenka von rechts.
Neben den genannten Städten liegt am Fluss eine Reihe größerer Dörfer und Siedlungen städtischen Typs, darunter der Eisenbahnknoten Poletajewo bei Tscheljabinsk und die Rajonverwaltungszentren Miasskoje und Kargapolje.

## Hydrologie
Das Einzugsgebiet des Miass umfasst 21.800 km². Der Fluss gefriert von Ende Oktober/November bis April. Die im gesamten Verlauf relativ ausgeglichene und im Bereich des Mittellaufes in Fließrichtung teils abnehmende Abflussmenge ist mit der Wasserstandsregulierung durch die Stauseen und die umfangreiche Nutzwasserentnahme im Raum Tscheljabinsk zu erklären.
Da der Fluss auf mehreren Abschnitten Zentren des Bergbaus sowie der Schwer- und chemischen Industrie durchfließt, ist sein Wasser teils stark schadstoffbelastet. Im Raum Tscheljabinsk übersteigt die Belastung mit Stickstoff- und Phosphorverbindungen, Eisen und Erdölprodukten die zulässigen Grenzwerte zeitweise um das bis zu dreißigfache, bei Mangan um mehr als das fünfzigfache.
| Pegel           | Fluss- km | Mittlere Abflussmenge (m³/s) | Mittlere Abflussmenge (m³/s) | Mittlere Abflussmenge (m³/s) |
| Pegel           | Fluss- km | Jahres- mittel               | Minimum (Januar / Februar)   | Maximum (April)              |
| --------------- | --------- | ---------------------------- | ---------------------------- | ---------------------------- |
| Kargapolje      | 24        | 17,0                         | 7,4                          | 67,4                         |
| Karatschelskoje | 156       | 14,7                         | 7,0                          | 46,7                         |
| Nowoje Pole     | 330       | 9,4                          | 6,4                          | 18,7                         |
| Sosnowka        | 371       | 12,5                         | 6,0                          | 29,2                         |
| Kostyli         | 407       | 11,4                         | 7,8                          | 17,2                         |
| Nowoandrejewka  | 546       | 6,8                          | 1,4                          | 20,1                         |

## Nutzung und Infrastruktur
Der Miass ist nicht schiffbar. Er wird in großem Umfang für die Brauchwasserversorgung der Industriegebiete um Tscheljabinsk, Miass und Karabasch genutzt. Trotz der teils starken Wasserverschmutzung dienen insbesondere die Stauseen im Flussverlauf der Naherholung.
In Miass wird der Fluss von der Eisenbahnstrecke Samara – Ufa – Tscheljabinsk und der Fernstraße M5 Moskau – Tscheljabinsk gekreuzt. Deren Fortsetzungen in östlicher Richtung, die Bahnstrecke nach Omsk, Teil der Südroute der Transsibirischen Eisenbahn, sowie die Fernstraße M51 Richtung Nowosibirsk folgen ab Tscheljabinsk dem Flussverlauf auf mehr als 150 Kilometern in zehn bis zwanzig Kilometer Entfernung über Schtschutschje bis hinter Schumicha, wo sich der Fluss nach Norden wendet.
Bei Tscheljabinsk wird der Fluss von den Nord-Süd-Eisenbahnverbindungen von Jekaterinburg über Polewskoi bzw. über Kamensk-Uralski nach Tscheljabinsk sowie der Fernstraße M36 von Jekaterinburg zur kasachischen Grenze überquert. Den Unterlauf des Flusses kreuzen die Eisenbahnstrecke und die Regionalstraße R354 von Jekaterinburg nach Kurgan.